# Marian Janusz
Marian Janusz (ur. 2 lutego 1905 we Lwowie, zm. 7 kwietnia 1992 w Gliwicach) – polski inżynier budownictwa.

## Życiorys
Po ukończeniu w 1923 XI Państwowego Gimnazjum im. Jana i Andrzeja Śniadeckich we Lwowie rozpoczął studia na Wydziale Inżynierii Lądowej i Wodnej Politechniki Lwowskiej. Naukę zakończył w 1928, ale sytuacja finansowa sprawiła, że dyplom obronił dopiero w 1938.
Od 1928 pracował jako zastępca asystenta prof. Jana Boguckiego w Katedrze Statyki Budowli i Budownictwa Żelaznego na wydziale, który ukończył. Po roku przeszedł do Katedry Mechaniki Ogólnej, którą kierował Włodzimierz Burzyński. Od 1934 był młodszym asystentem Wojciecha Rubinowicza i Kazimierza Vetulaniego, w 1938 po obronie dyplomu został starszym asystentem. Od 1936 równolegle do pracy na uczelni wykładał mechanikę teoretyczną, wytrzymałość materiałów i fizykę z elementami maszynoznawstwa w Państwowej Szkole Technicznej, której dyrektorem był prof. Klaudiusz Filasiewicz. Od 1939 był adiunktem na Wydziale Mechanicznym, po zajęciu Lwowa przez Armię Czerwoną kontynuował pracę w Instytucie Politechnicznym.
Po wkroczeniu wojsk hitlerowskich pozostał w mieście i wykładał mechanikę w Polskiej Szkole Technicznej. Po wyparciu wojsk niemieckich przez Armię Czerwoną Marian Janusz powrócił do pracy w ponownie działającym Instytucie Politechnicznym, był adiunktem i wykładał wytrzymałość materiałów. Podczas akcji wysiedlania Polaków w kwietniu 1946 opuścił Lwów, razem z prof. Włodzimierzem Burzyńskim i grupą lwowskich naukowców zamieszkał w Gliwicach i współorganizował Politechnikę Śląską.
Od maja 1946 kierował Katedrą Mechaniki i Wytrzymałości Materiałów, początkowo był zastępcą profesora, w 1949 uzyskał stopień doktora, w 1950 otrzymał tytuł profesora nadzwyczajnego. Równocześnie na zaproszenie prof. Edwarda Suchardy był współorganizatorem Katedry Wytrzymałości Materiałów i Statyki Budowli, kierował nią do 1956 dojeżdżając z Gliwic. Od 1952 do 1955 był dziekanem Wydziału Inżynieryjno-Budowlanego, a przez następne cztery lata prorektorem tego Wydziału. W 1959 należał do grona organizatorów Wydziału Wychowania Technicznego, którego został dziekanem. Funkcję tę pełnił do 1971, w międzyczasie, w 1965 uzyskał tytuł profesora zwyczajnego Politechniki Śląskiej. Podczas pracy na Wydziale Wychowania Technicznego równolegle kierował Katedrą Technologii Ogólnej Uniwersytetu Śląskiego. Na emeryturę przeszedł w październiku 1975, zmarł w nocy z 6 na 7 kwietnia 1992.

## Ordery i odznaczenia
- Krzyż Komandorski Orderu Odrodzenia Polski
- Krzyż Kawalerski Orderu Odrodzenia Polski
- Medal 30-lecia Polski Ludowej (1975)[1]
- Medal Komisji Edukacji Narodowej
- Krzyż „Pro Ecclesia et Pontifice” (Watykan)